# Acarospora wahlenbergii
Acarospora wahlenbergii är en lavart som beskrevs av H.Magn.. Acarospora wahlenbergii ingår i släktet spricklavar, och familjen Acarosporaceae. Arten är reproducerande i Sverige.